# Charitospiza eucosma
A Charitospiza eucosma a madarak osztályának verébalakúak (Passeriformes) rendjébe és a tangarafélék (Thraupidae) családjába tartozó Charitospiza nem egyetlen faja.

## Rendszerezése
A fajt Harry Church Oberholser amerikai ornitológus írta le 1766-ban.

## Előfordulása
Argentína, Brazília és Bolívia területén honos. Természetes élőhelyei a szubtrópusi és trópusi száraz szavannák. Állandó nem vonuló faj.

## Megjelenése
Testhossza 11 centiméter. A hímnek és a tojónak is  bóbitája van.

## Életmódja
Tápláléka gyümölcsökből és rovarokból áll.

## Szaporodása
Csésze alakú fészkét fákra készíti. 1-3 tojásból álló fészekalját, mind a két szülő gondozza.

## Természetvédelmi helyzete
Az elterjedési területe rendkívül nagy, de csökken, egyedszáma is gyorsan csökken. A Természetvédelmi Világszövetség Vörös listáján mérsékelten fenyegetett fajként szerepel.